# Думитру, Алексе
Але́ксе Думи́тру (рум. Alexe Dumitru; 21 марта 1935, Махмудия — 17 мая 1971) — румынский гребец-каноист, выступал за сборную Румынии во второй половине 1950-х годов. Чемпион летних Олимпийских игр в Мельбурне, участник Олимпийских игр в Риме, чемпион мира и Европы, победитель многих регат национального и международного значения.

## Биография
Алексе Думитру родился 21 марта 1935 года в коммуне Махмудия, жудец Тулча.
Первого серьёзного успеха на взрослом международном уровне добился в 1956 году, когда попал в основной состав румынской национальной сборной и благодаря череде удачных выступлений удостоился права защищать честь страны на летних Олимпийских играх в Мельбурне. Выступал здесь вместе с напарником Симьоном Исмаилчуком в зачёте двухместных каноэ на дистанциях 1000 и 10000 метров: в первом случае обогнал всех соперников и завоевал тем самым золотую олимпийскую медаль, тогда как во втором случае финишировал в финальном заезде лишь пятым, уступив экипажам из СССР, Франции, Венгрии и Германии.
Став олимпийским чемпионом, Думитру остался в основном составе гребной команды Румынии и продолжил принимать участие в крупнейших международных регатах. Так, в 1957 году он побывал на чемпионате Европы в бельгийском Генте, откуда привёз награды серебряного и золотого достоинства, выигранные в двойках на тысяче и на десяти тысячах метрах соответственно. Год спустя совместно с тем же Симьоном Исмаилчуком одержал победу в километровой программе каноэ-двоек на чемпионате мира в Праге. Ещё через год на европейском первенстве в западногерманском Дуйсбурге взял в той же дисциплине бронзу.
Будучи одним из лидеров румынской национальной сборной, Алексе Думитру благополучно прошёл квалификацию на Олимпийские игры 1960 года в Риме. Однако повторить успех четырёхлетней давности не смог — в паре с новым партнёром Игором Липалитом в двойках на тысяче метрах показал в решающем заплыве четвёртый результат, остановившись в шаге от призовых позиций позади СССР, Италии и Венгрии. Другая его коронная дисциплина, С-2 10000 м, вовсе была исключена их программы Олимпийских игр.
Умер 17 мая 1971 года в возрасте 36 лет.